# Ipomoea quamoclit
Il convolvolo cardinale (Ipomoea quamoclit L., 1753) è una piccola pianta rampicante erbacea appartenente alla famiglia delle Convolvulacee.

## Descrizione
Ipomoea quamoclit è una pianta erbacea rampicante in grado di crescere sino a 3 metri di altezza. Le foglie hanno una lunghezza di circa 25–102 mm, profondamente lobade (quasi pinnate), con 9-19 lobi su ciascun lato della foglia. I fiori sono gradi 25–51 mm e hanno forma di trombetta. Possono essere di colore rosso intenso, rosa, arancio oppure bianco, anche sulla stessa pianta.

## Distribuzione e habitat
La specie è nativa del Messico e dell'America centrale. Ad oggi la pianta è comunque diffusa in tutto il mondo sino a divenire invasiva.

## Coltivazione e usi
La pianta è coltivata prevalentemente come specie ornamentale nelle regioni tropicali, ma anche in altre regioni, dove però cresce come pianta annuale, morendo in inverno e ricrescendo successivamente. In alcune aree tropicali è divenuta stanziale.
Fiorisce in estate e sino all'autunno, coi semi che si diffondono nella stagione delle piogge. Nelle regioni temperate continua a fiorire da agosto a dicembre, mentre la fioritura si sposta da febbraio a giugno nelle regioni temperate dell'emisfero meridionale.
La pianta, e nello specifico i suoi semi, attirano i colibrì. Nei climi più caldi può crescere a dismisura sino a divenire una specie invasiva.
Non richiede fertilizzanti e i fiori nascono anche senza particolari cure. Cresce in ogni tipologia di terreno.
Ipomoea × multifida è un ibrido tra I. quamoclit e   I. coccinea.

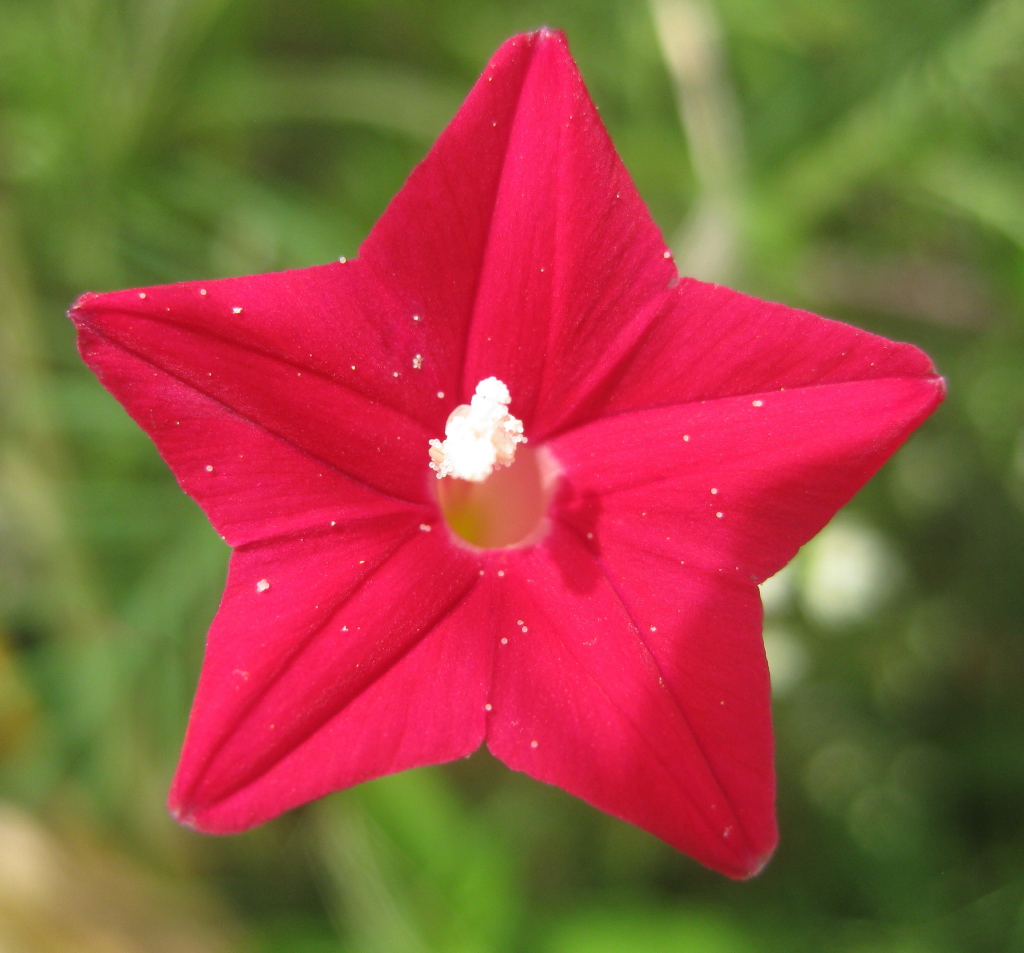
Fiore
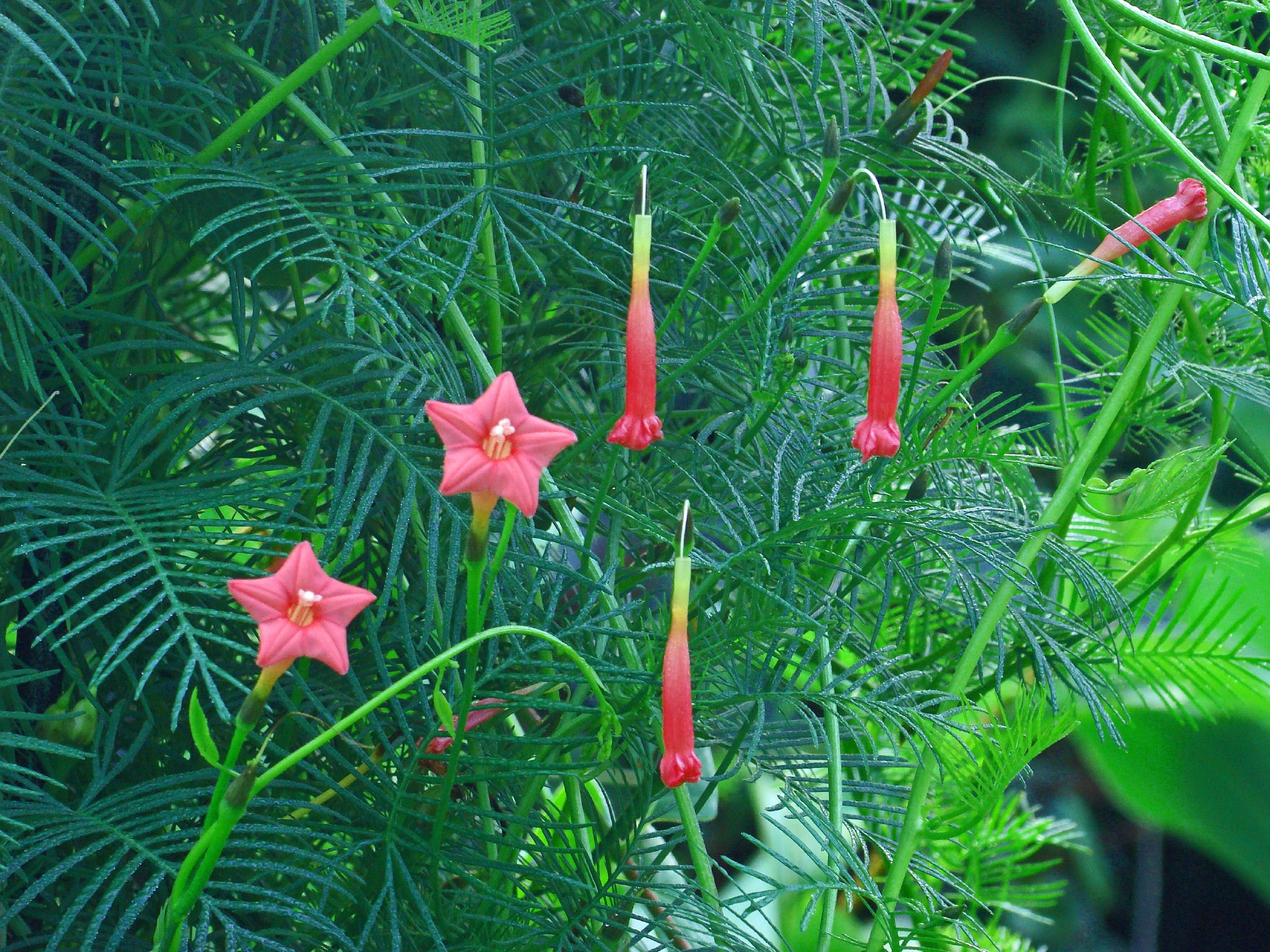
Fiore e foglie
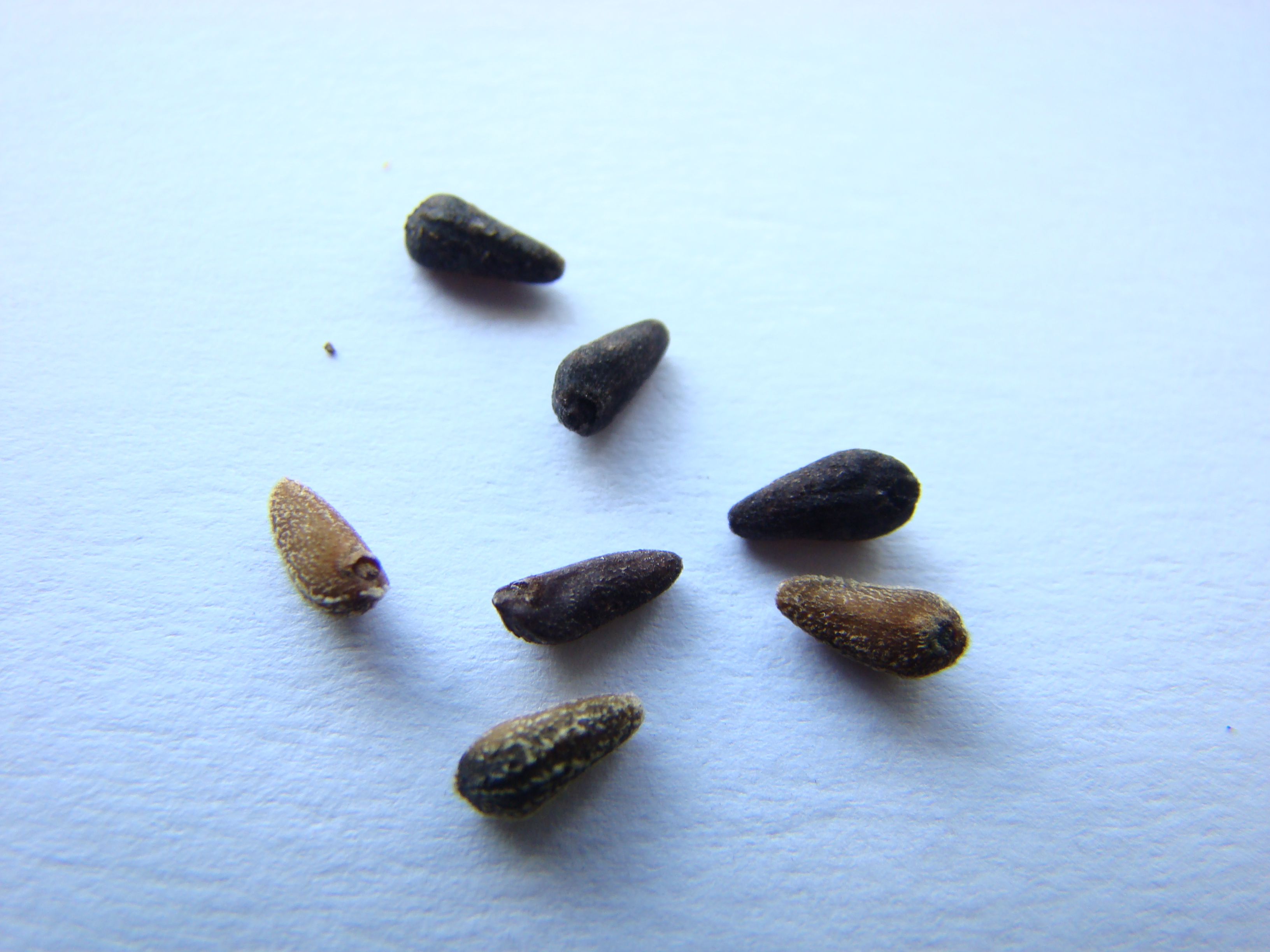
Semi
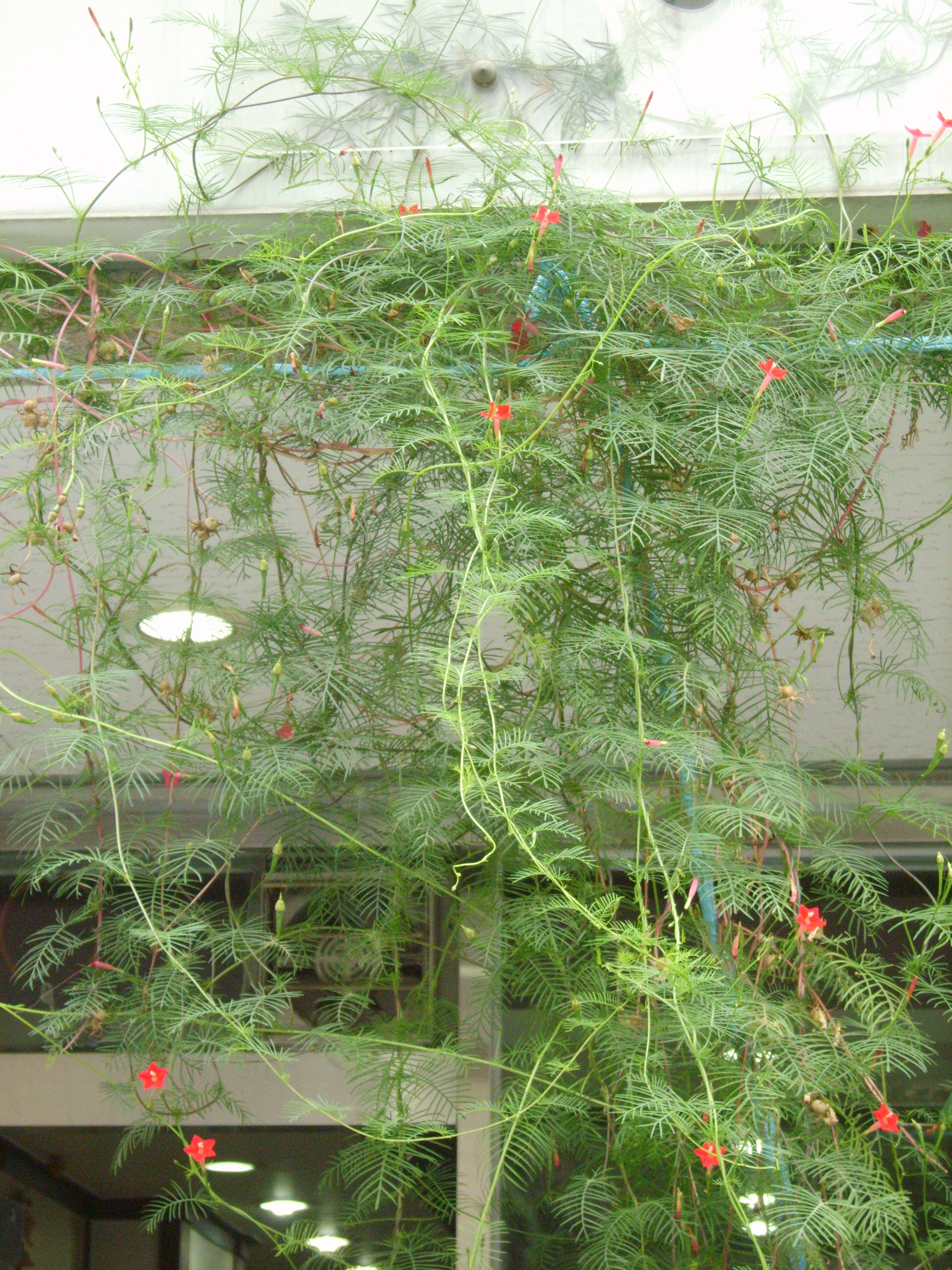
Una pianta pienamente sviluppata